# لی چانگ مین
لی چانگ مین (کره‌ای: 이창민؛ زادهٔ ۱ مه ۱۹۸۶) که بیشتر با نام چانگمین (انگلیسی: Changmin) شناخته می‌شود، خواننده اهل کره جنوبی است. او در سال ۲۰۰۸ به عنوان یکی از اعضای گروه پسرانهٔ کی-پاپ توای‌ام فعالیت خود را آغاز کرد. او همچنین عضو گروه دو نفرهٔ Homme در کنار لی هیون بوده‌است.